# توماس ثيمان
توماس ثيمان (بالألمانية: Thomas Thiemann)‏ (مواليد 1967  ) عالم فيزيائي نظري ألماني في الجاذبية الكمية. وهو أستاذ في جامعة إرلنغن نورمبيرغ.

## المؤلفات
- نظريات الجاذبية الكمومية الحديثة ، مطبعة جامعة كامبريدج 2007
- مقدمة في النسبية العامة الكمومية الحديثة ، 2001 ، التأهيل
- محاضرات عن الجاذبية الكمية الحلقية ، ملاحظات محاضرة في الفيزياء ، المجلد 631 ، 2003 ، ص 41-135
- حلقة الجاذبية الكمية. نظرة من الداخل ، ملاحظات محاضرة في الفيزياء ، المجلد 721 ، 2007 ، ص 185 - 263
- Loop Quantum Gravity - بحثًا عن الكأس المقدسة ، الفيزياء في زماننا ، المجلد 39 ، 2008 ، العدد 3